# 安庫亞
安庫亞是哥倫比亞的城鎮，位於該國西南部，由納里尼奧省負責管轄，距離首府帕斯托70公里，始建於1544年，面積81平方公里，海拔高度1,377米，2005年人口8,304。
1°16′N 77°32′W / 1.267°N 77.533°W